# Trinity Broadcasting Network
A Rede Trindade de Comunicações (TBN-Trinity Broadcast Network) é uma organização de emissoras de rádio e TV cristãs, com sede em Califórnia, Estados Unidos e criada pelo líder evangélico Paul Crouch. Hoje a TBN é a maior rede de televisão evangélica do mundo.

## História
O TBN foi fundado em 1973 por Paul Crouch, um graduado do Colégio Bíblico Central das Assembléias de Deus, e sua esposa, Jan.  Em 2007, a TBN comprou o parque Holy Land Experience.  Em 2015, Matthew Crouch, filho de Paul Crouch, tornou-se presidente do canal. 

## Grupo
A TBN tem 30 canais cristãos em todo o mundo.

## Programação
A TBN transmite programas projetados por diferentes grupos de ministérios cristãos. Revistas, videoclipes, reportagens, documentários, filmes e séries são apresentados.  